# En värld full av strider
Finns en ekande kör

och hjärtan som brinner för livet, ja för livet»
C'è un coro che echeggia

e cuori ardenti di vita, sì di vita»
En värld full av strider (dallo svedese: Un mondo pieno di lotte) è un singolo del cantante sami Jon Henrik Fjällgren e della cantante svedese Aninia pubblicato il 26 febbraio 2017 da Sony Music.
È stato scritto e composto in lingua sami meridionale e in svedese da Jon Henrik Fjällgren, Sara Biglert, Christian Schneider e Andreas Hedlund.
Il brano ha partecipato al Melodifestival 2017 classificandosi al 3º posto nella finale dell'evento.